# 뷰포트 (퀘벡)
뷰포트(Beauport)는 세인트로렌스강을 따라 위치한 캐나다 퀘벡 시의 자치구(borough)이다.
뷰포트는 퀘벡시의 북동부 교외 지역이다. 페인트, 건축 자재, 프린터 및 병원 용품을 만드는 제조업체들이 있다. 식품 운송도 지역 경제에 중요한 역할을 담당한다. 관광 명소로는 몽모랑시 폭포 공원이 있으며, 1759년에 제임스 울프에 의해 지어진 요새를 포함하고 있는 공원이다. 또한 1791년부터 1794년까지 켄트와 스트래선 공작 에드워드의 주택이었던 ‘마노아르 몽모랑시’(Manoir Montmorency)도 있다.
이 도시의 유서 깊은 구역에는 캐나다 국립 사적지인 ‘벨랑저-지라댕 하우스’(Bélanger-Girardin House)를 비롯하여 흥미로운 교회와 주택이 많이 있다. 연례 행사로는 봄 예술제인 살롱 드 마이(Salon de Mai)와 다문화와 국제 어린이 민속 축제인 Folklorique des enfants du monde 여름 축제가 있다.

## 역사
뷰포트는 1634년에 설립된 캐나다에서 가장 오래된 유럽 공동체 중 하나이다.
수용소가 1914년 12월부터 1916년 6월까지 퀘벡의 뷰포트에 무기고 자리에 설립되었다.
1976년에 7개의 지방 자치 단체(Beauport, Saint-Michel-Archange, Giffard, Villeneuve, Montmorency, Courville 및 Sainte-Thérèse-de-Lisieux)가 합병을 통해 하나의 도시로 통합되었다. 1990년대 동안 인구는 경제적 다양성, 이용 가능한 공간 및 야외 레크리에이션 기회로 인해 계속 증가했다. 2002년 1월 1일 뷰포트가 다시 퀘벡 시로 병합되었다.

## 인구 통계
캐나다 2006 인구 조사에 따르면 :
- 인구 : 74,881
- 변화 % (2001-2006) : +2.8
- 주거 : 31,461
- 면적 (km2) : 74.37 km2
- 밀도 (km2 당 사람) : 1,006.8[3]

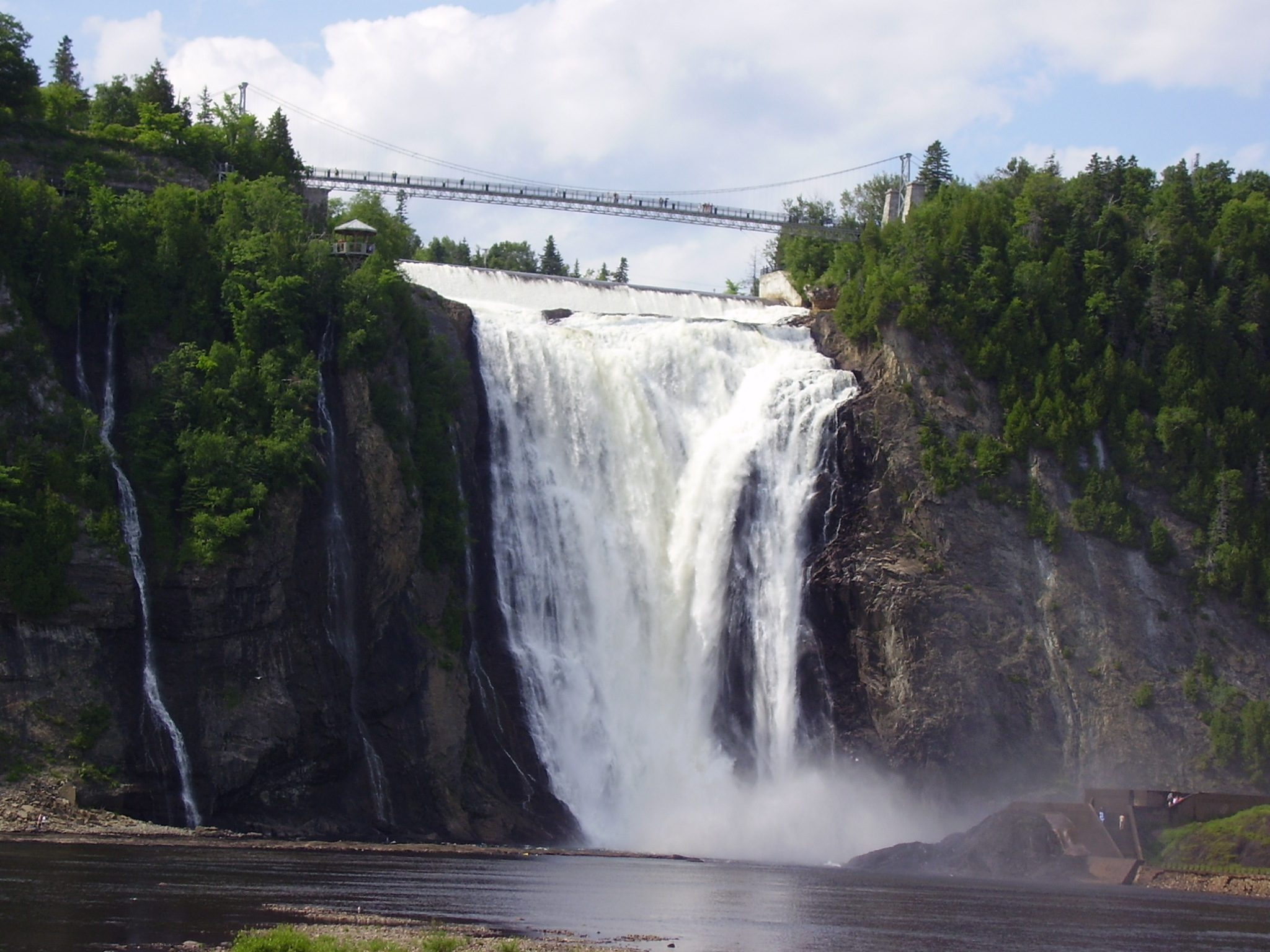
몽모랑시 강과 폭포는 뷰포트의 동쪽 경계를 형성하고 있다.